# Kettenmühle (Mainbernheim)
Die Kettenmühle (auch Schecksmühle, obere Mühle, Adresse Mühlenweg 1, früher Hausnummer 137) ist eine ehemalige Getreidemühle im unterfränkischen Mainbernheim. Sie liegt am Sickersbach im äußersten Osten der Stadt. Im 19. Jahrhundert war die Mühle auch ein eigenständiger Ortsteil Mainbernheims.

## Geschichte
Erstmals urkundlich erwähnt wurde die Kettenmühle im Jahr 1563. Damals war hier Georg Bustle als Müller tätig. Bereits ein Jahr später, 1564, ist Georg Kestler als Müller nachweisbar. Ihm folgten 1572 Hans Schmotzer, Lorenz Schwemmer 1594 und schließlich ein gewisser Sauderich, dessen Witwe vor 1610 die Anlage betrieb. Sie verkaufte die Kettenmühle an Georg Beck. Im Jahr 1634 hatte Ludwig Groh die Mühle inne, 1642 war Adam Schmidt als Müller tätig. Häufige Müllerwechsel prägten auch die folgenden Jahrhunderte.
So sind folgende Müller der Reihe nach in der Kettenmühle nachweisbar: 1698 Wolfgang Lang, 1702 Johann Michael Lieber, 1720 Gabriel Wagner aus Cron-Weißenburg, 1731 Conrad Schwarz aus Einersheim und 1745 Johann Wilhelm Schneider. Der 1773 hier genannte Georg Andreas Erbshäuser aus Prichsenstadt betrieb zugleich die Herrgottsmühle in Creglingen, weil er von der Kundenmüllerei in Mainbernheim nicht leben konnte. Noch 1773 übergab er die Anlage Johann Adam Schneider. 1797 kam sie an Johann Konrad Härting, 1827 an Johann Michael Christgau aus Mönchsondheim.
Im 19. Jahrhundert kam die Mühle nicht mehr nur als Lehen der Obrigkeit an die Müller, sondern wurde Familienbesitz. Nun blieb die Anlage teilweise mehrere Generationen in einer Hand. So vererbte sie Johann Michael Luntz aus Fröhstockheim nach 1840 an seinen Sohn Johann Georg Luntz, der die Kettenmühle bis 1876 betrieb. Anschließend kam sie bis 1903 an Johann Konrad Schübel. Seitdem ist sie im Besitz der Familie Scheck. Der Familie ist auch der Alternativname Schecksmühle zu verdanken. Im Jahr 1922 wurde die Mühle, die vor allem Menschen aus Buchbrunn und Mainbernheim mit Mehl versorgt hatte, stillgelegt.

## Ortsteil
Im Jahr 1875 wurde die Kettenmühle als Einöde in der Gemarkung von Mainbernheim bezeichnet. Der Ortsteil bestand aus drei Gebäuden und war der Poststation, Pfarrei und Schule Mainbernheim zugeordnet. Letztmals wird die Mühle im Jahr 1950 als Ortsteil aufgeführt.
| Jahr | Einwohner | Jahr | Einwohner | Jahr | Einwohner | Jahr | Einwohner | Jahr | Einwohner | Jahr | Einwohner |
| ---- | --------- | ---- | --------- | ---- | --------- | ---- | --------- | ---- | --------- | ---- | --------- |
| 1867 | 8         | 1875 | 5         | 1888 | 11        | 1900 | 6         | 1925 | 7         | 1950 | 11        |